# Medaglia di Crimea (Impero ottomano)
La medaglia della Guerra di Crimea è una decorazione militare conferita dal sultano Abdul Mejid I dell'Impero ottomano al personale alleato coinvolto nella Guerra di Crimea del 1854-56. 
Venne coniata in tre versioni, per le differenti nazionalità dei soldati cui era destinata: inglesi, francesi e sardo-piemontesi.

## Insegne
- La  medaglia consisteva in un disco d'argento riportante sul diritto il tughra ottomano con l'indicazione dell'anno 1271 del calendario islamico in tutte le versioni. Sul retro si trovava un cannone con quattro bandiere spiegate relative alle nazioni che hanno preso parte al conflitto come alleate dell'Impero turco. Sotto il cannone, in esergo, si trovava l'iscrizione relativa alla campagna di Crimea in differente linguaggio a seconda della nazionalità del conferito della medaglia: "LA CRIMEE 1855" per i francesi, "LA CRIMEA 1855" per i sardo-piemontesi, "CRIMEA 1855" per gli inglesi.
- Il  nastro era bordeaux con una striscia verde per parte.

## Insigniti notabili
- Romolo Gessi